# Eugen Thomass
Eugen Thomass (* 24. Dezember 1927 in München; † 21. Januar 2009 in Winterthur, Schweiz) war ein deutscher Filmkomponist.

## Leben und Wirken
Seit Anfang der 1960er Jahre schrieb Thomass Musiken für Film und Fernsehen. Zu seinen Arbeiten zählt die Musik zu dem Fernsehfilm Orden für die Wunderkinder (1963), zur Serie Graf Yoster gibt sich die Ehre (1967), der Biografie Karl May (1974), zur Serie Polizeiinspektion 1 (1977), zur Serie Diese Drombuschs (1983) und zum fantastischen Fernsehfilm Zucker – Eine wirklich süße Katastrophe. In diesem Zusammenhang ist seine langjährige Zusammenarbeit mit dem Regisseur Rainer Erler hervorzuheben. 1982 gewann Eugen Thomass den Musicalpreis der Stadt Hagen; zu den Juroren gehörte unter anderem Udo Jürgens. Kasi und Cress hieß das Werk, das Thomass eingereicht hatte und das noch im selben Jahr realisiert und in Hagen uraufgeführt wurde.
Eugen Thomass zog sich im Alter weitgehend aus dem Musikgeschehen zurück. Er lebte zuletzt in der Schweiz und besaß zudem ein Domizil im französischen Ménerbes. Er wurde auf dem Waldfriedhof Grünwald beigesetzt.
Eugen Thomass ist der Großonkel der Schauspielerin Rosalie Thomass.

## Filmografie (Auswahl)
- 1963: Der Hexer (TV-Film)
- 1963: Orden für die Wunderkinder (TV-Film)
- 1964: Lydia muss sterben (TV-Film)
- 1965: Die seltsamen Methoden des Franz Josef Wanninger (TV-Serie)
- 1966: Das Bohrloch oder Bayern ist nicht Texas
- 1966–1968: Das Kriminalmuseum (TV-Serie)
- 1967: Graf Yoster gibt sich die Ehre (TV-Serie)
- 1967: Fast ein Held
- 1968: Professor Columbus
- 1968: Scarabea – Wieviel Erde braucht der Mensch?
- 1974: Karl May
- 1974: Der Räuber Hotzenplotz
- 1974–1976: Das Blaue Palais (TV-Reihe)
- 1975: Die letzten Ferien (TV-Film)
- 1975: Der Wittiber (TV-Film)
- 1976: Lobster (TV-Serie)
- 1976: Sternsteinhof
- 1976: Inspektion Lauenstadt (TV-Serie)
- 1977: Operation Ganymed (TV-Film)
- 1977: Wallenstein (TV-Vierteiler)
- 1977: Polizeiinspektion 1 (TV-Serie)
- 1978: Plutonium (TV-Film)
- 1979: Fleisch (TV-Film)
- 1979: Die Buddenbrooks (TV-Serie)
- 1980: Ein Guru kommt (Fernsehfilm)
- 1981: Der Spot oder Fast eine Karriere (TV-Film)
- 1982: Ein Stück Himmel (TV-Miniserie)
- 1983: Diese Drombuschs (TV-Serie)
- 1983: Das schöne Ende dieser Welt (TV-Film)
- 1983: Tiefe Wasser (TV-Zweiteiler)
- 1984: Der letzte Stammtisch (Kurzfilm); Regie: Rainer Erler
- 1984 Die Wiesingers (TV-Serie)
- 1988: Oh Gott, Herr Pfarrer (TV-Serie)
- 1989: Zucker – Eine wirklich süße Katastrophe (TV-Film)
- 1990: Die Kaltenbach-Papiere (TV-Zweiteiler)
- 1990: Pfarrerin Lenau (TV-Serie)
- 1992: Mutter und Söhne (TV-Film)